# Qatar Ladies Open 2025
Il Qatar Ladies Open 2025, noto come Qatar TotalEnergies Open 2025 per motivi di sponsorizzazione, è stato un torneo di tennis giocato sul cemento. È stata la 23ª edizione del Qatar Ladies Open, che faceva parte della categoria WTA 1000 nell'ambito del WTA Tour 2025. Si è giocato nel Khalifa International Tennis Complex di Doha, in Qatar, dal 9 al 15 febbraio 2025.

## Partecipanti singolare

### Teste di serie
| Nazionalità | Giocatrice          | Ranking* | Testa di serie |
| ----------- | ------------------- | -------- | -------------- |
|             | Aryna Sabalenka     | 1        | 1              |
| Polonia     | Iga Świątek         | 2        | 2              |
| Stati Uniti | Coco Gauff          | 3        | 3              |
| Italia      | Jasmine Paolini     | 4        | 4              |
| Kazakistan  | Elena Rybakina      | 7        | 5              |
| Stati Uniti | Jessica Pegula      | 5        | 6              |
| Cina        | Zheng Qinwen        | 8        | 7              |
| Stati Uniti | Emma Navarro        | 9        | 8              |
| Spagna      | Paula Badosa        | 10       | 9              |
|             | Dar'ja Kasatkina    | 12       | 10             |
|             | Diana Šnajder       | 13       | 11             |
|             | Mirra Andreeva      | 15       | 12             |
| Brasile     | Beatriz Haddad Maia | 16       | 13             |
|             | Anna Kalinskaja     | 18       | 14             |
| Croazia     | Donna Vekić         | 19       | 15             |
|             | Ljudmila Samsonova  | 23       | 16             |

* Ranking al 3 febbraio 2025.

### Altre partecipanti
Le seguenti giocatrici hanno ricevuto una wild card per il tabellone principale:
- Caroline Garcia
- Sofia Kenin
- Emma Raducanu
- Zeynep Sönmez

Le seguenti giocatrici sono entrate nel tabellone principale passando dalle qualificazioni:

- Cristina Bucșa
- Aoi Itō
- Veronika Kudermetova
- Greet Minnen
- Alycia Parks
- Elena-Gabriela Ruse
- Moyuka Uchijima
- Katie Volynets

Le seguenti giocatrici sono entrate in tabellone come lucky loser:
- Polina Kudermetova
- Renata Zarazúa

### Ritiri
Prima del torneo
- Katie Boulter → sostituita da  Kateřina Siniaková
- Marie Bouzková → sostituita da  Rebecca Šramková
- Danielle Collins → sostituita da  McCartney Kessler
- Madison Keys → sostituita da  Peyton Stearns
- Barbora Krejčiková → sostituita da  Yuan Yue
- Karolína Muchová → sostituita da  Anhelina Kalinina
- Anastasija Pavljučenkova → sostituita da  Ashlyn Krueger
- Anastasija Potapova → sostituita da  Polina Kudermetova
- Kateřina Siniaková → sostituita da  Renata Zarazúa

## Partecipanti doppio

### Teste di serie
| Nazione       | Giocatrice         | Nazione       | Giocatrice           | Ranking* | Testa di serie |
| ------------- | ------------------ | ------------- | -------------------- | -------- | -------------- |
| Canada        | Gabriela Dabrowski | Nuova Zelanda | Erin Routliffe       | 6        | 1              |
| Taipei cinese | Hsieh Su-wei       | Lettonia      | Jeļena Ostapenko     | 13       | 2              |
| Italia        | Sara Errani        | Italia        | Jasmine Paolini      | 19       | 3              |
| Stati Uniti   | Sofia Kenin        | Ucraina       | Ljudmyla Kičenok     | 27       | 4              |
| Taipei cinese | Chan Hao-ching     |               | Veronika Kudermetova | 31       | 5              |
| Belgio        | Elise Mertens      | Australia     | Ellen Perez          | 35       | 6              |
| Kazakistan    | Anna Danilina      |               | Irina Chromačëva     | 36       | 7              |
| Stati Uniti   | Asia Muhammad      | Paesi Bassi   | Demi Schuurs         | 38       | 8              |

- Ranking al 3 febbraio 2025.

### Altre partecipanti
Le seguenti coppie di giocatrici hanno ricevuto una wild card per il tabellone principale:
- Bethanie Mattek-Sands /  Lucie Šafářová
- Peyton Stearns /  Luisa Stefani
- Wang Xinyu /  Zheng Saisai

## Campionesse

### Singolare
Amanda Anisimova ha sconfitto in finale  Jeļena Ostapenko con il punteggio di 6-4, 6-3.

### Doppio
Sara Errani /  Jasmine Paolini hanno sconfitto in finale  Jiang Xinyu /  Wu Fang-hsien con il punteggio di 7-5, 7-6(10).